# Дніпро-Бескид
Дніпро-Бескид (ПАТ «СГК „Дніпро-Бескид“») — сучасний санаторно-готельний комплекс у місті Трускавець, заклад охорони здоров'я вищої категорії. Складається з санаторію «Дніпро» та готелю «Бескид», розташовані вони через дорогу одне від одного. СГК «Дніпро-Бескид» у 2004 році став переможцем Всеукраїнського конкурсу «100 найкращих товарів України» у номінації «Послуги», в 2006 році переміг у Національному бізнес-рейтингу, нагороджений дипломом з присвоєнням звання «Лідер галузі».

## Історія

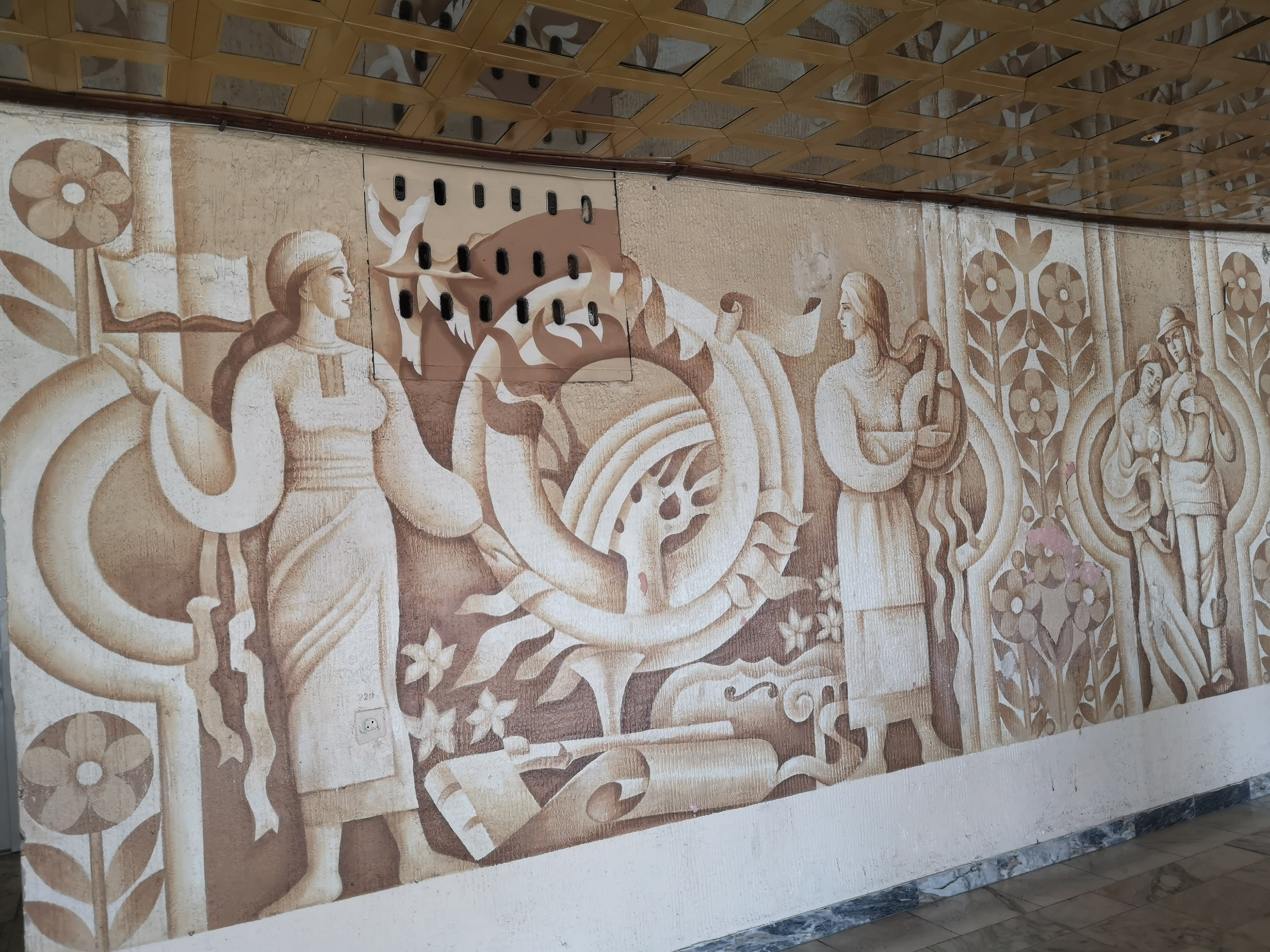
Інтер'єр санаторію Дніпро.

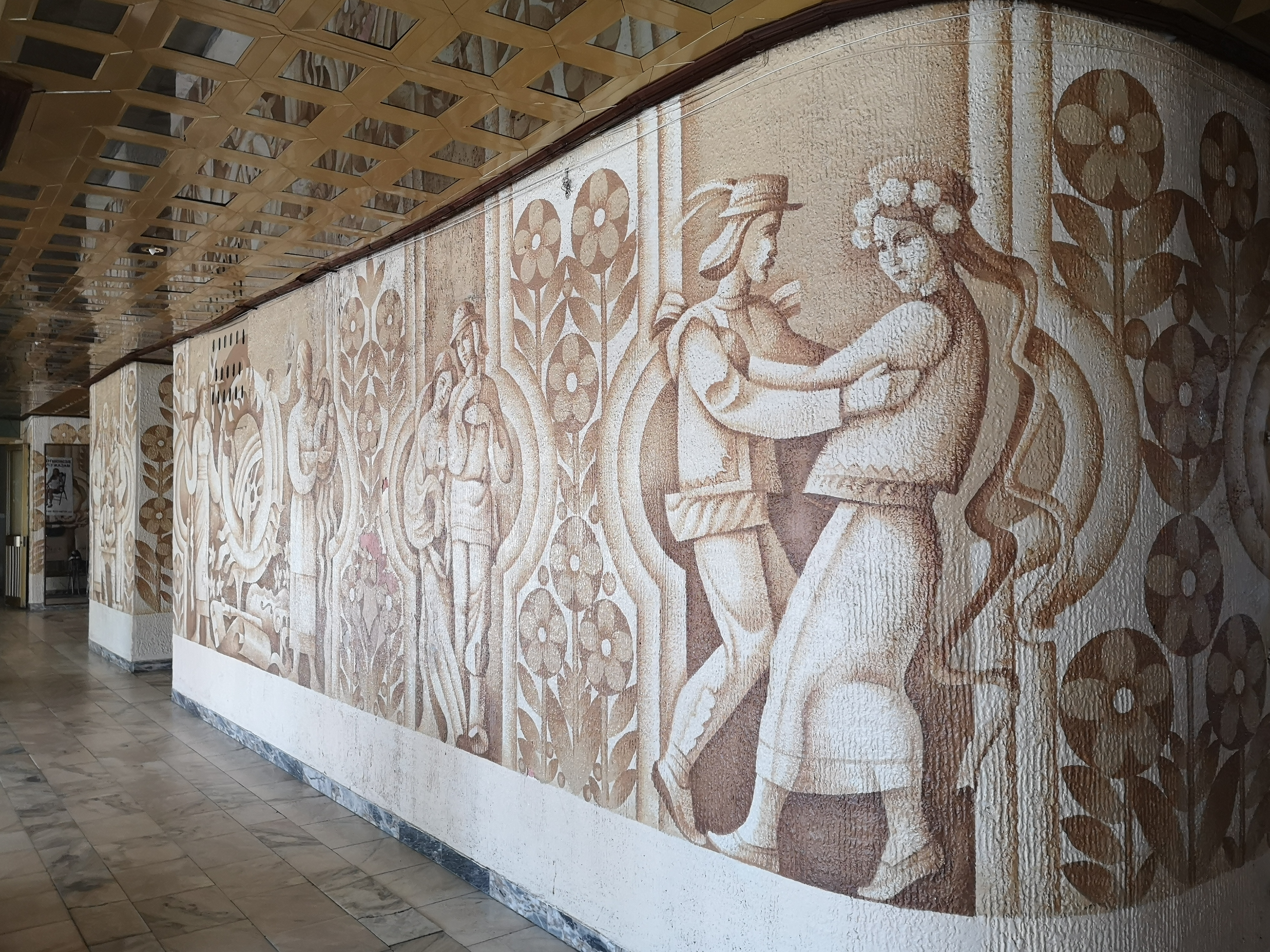
Інтер'єр санаторію Дніпро.

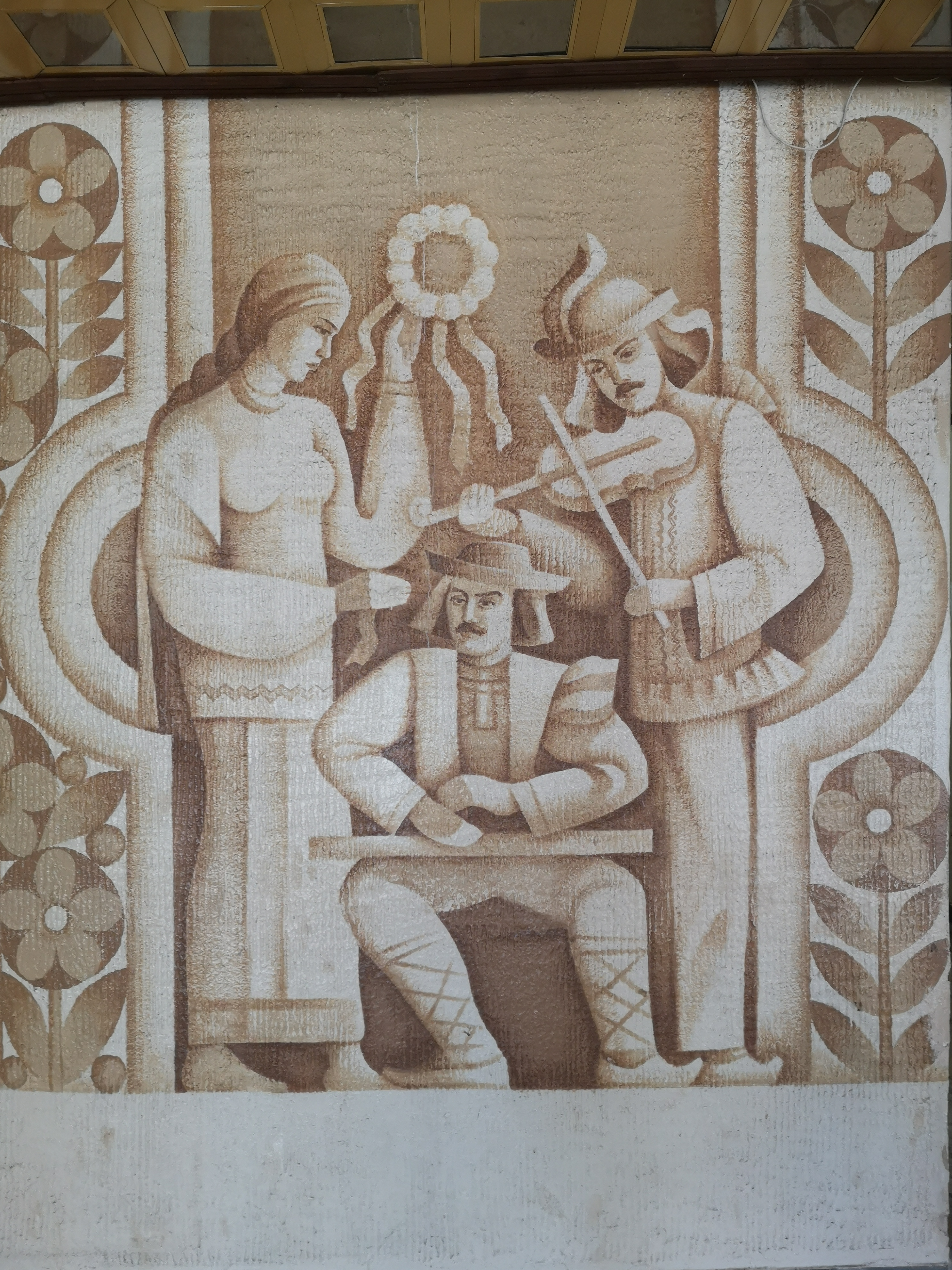
Інтер'єр санаторію Дніпро.

Санаторій «Дніпро» був побудований у 1977 році. У 1991 році югославською фірмою був побудований готель «Бескит». У 1997 році санаторій «Дніпро» та готель «Бескид» вийшли з «Укрпрофоздоровниці», та вперше в Україні було створено закрите акціонерне товариство за участю Фонду Держмайна України.
Головою ПрАТ «Санаторно-готельний комплекс „Дніпро-Бескид“» є Олександр Чебаненко — заслужений лікар України, доктор медичних наук, професор, академік Європейської академії проблем людини, кавалер ордена князя Ярослава Мудрого V ступеня, ордену «За заслуги» I, II та III ступенів, кавалер «Золотого хреста Заслуги», почесний громадянин міста Трускавець.
У «Бескиді» зупинялися чимало відомих осіб, зокрема й народна артистка України Лілія Сандулесу.

## Розташування
СГК «Дніпро-Бескид» знаходиться на в'їзді у Трускавець, поряд з автовокзалом і лісовим масивом.
Відстань до:
- Залізничного вокзалу – 1100 м
- Автовокзалу – 100 м
- Летовища – 100 км (м. Львів)
- Курортного парку – 1200 м
- Бювету мінеральних вод № 1 – 1200 м.
- Бювету мінеральних вод № 2 – 1800 м.
- Середмістя Трускавця – 700 м

Навколо санаторія «Дніпро» створена паркова зона, алеї для прогулянок та численні зони відпочинку.

## Інфраструктура
Санаторій «Дніпро» (9 поверхів), нагадує корабель, розрахований на 450 місць — одномісних, двомісних, однокімнатних «півлюксах» і двокімнатних «люксах». Колектив СГК «Дніпро-Бескид» складається з 637 працівників.
Готель «Бескид» (11 поверхів заввишки 37 м.) розрахована на одночасне проживання до 500 осіб — це 90 одномісних і 140 двомісних номерів, а також 50 однокімнатних «напівлюксів» і 9 двокімнатних номерів «люкс». Інфраструктура готелю — ресторан, бар, дієтична їдальня, магазин відділення банку, банкомат, сауна з басейном, косметичний салон, перукарня, кабінети лікарів, масажні кабінети.
Крім того біля корпусів СГК «Дніпро-Бескид» знаходиться автостоянки, в холах Wi-Fi інтернет. Урізноманітнити час відпочинку і лікування допоможуть захоплюючі історико-краєзнавчі та розважальні екскурсії в найкращі куточки України, екскурсії по курорту Трускавець і тури в Європу. Сезон відпочинку триває цілий рік.
«Дніпро»
- Лікувально-діагностична база
- Їдальня
- Бар
- Бювет (безконтактний, процес наповнення мінеральними водами від відбувається без контакту із повітрям. А це у результаті сприяє збереженню корисних елементів у воді)
- Критий басейн 15×10 м.
- Сауна
- Перукарня
- Косметологічний кабінет
- Масажний кабінет
- Тренажерний зал
- Аптека
- Екскурсійне бюро
- Зимовий сад
- Кіноконцертний зал на 386 місць

«Бескид»
- Їдальня
- Ресторан
- Бар
- Конференц-зал на 80 місць
- Більярд

### Лікувально-діагностична база
У СГК «Дніпро-Бескид» є свій триповерховий лікувально-діагностичний корпус, з'єднаний переходом зі спальним корпусом, їдальнею та басейном, в якому знаходяться:
- клінічна лабораторія;
- біохімічна лабораторія;
- рентген-кабінет;
- кабінет фіброгастроскопії;
- кабінет ректороманоскопії;
- кабінет колоноскопії;
- кабінет цистоскопії;
- кабінет ультразвукової діагностики;
- кабінет дослідження кислотності шлункового соку;
- кабінет дуоденального зондування.

## Лікування
Санаторно-готельний комплекс «Дніпро-Бескид» приймає на оздоровлення відпочиваючих із захворюваннями:
- Шлунково-кишкового тракту (езофагіти, рефлюксезофагіти, хронічні гастрити, коліти, геморой, гастродуоденіти, виразкова хвороба);
- Жовчовидільної системи (хронічні гепатити без активності процесу, гепатози, холангіти, холецистити, дискінезії жовчного міхура, жовчно-кам'яна хвороба поза загостренням, хронічні панкреатити);
- Сечостатевої системи (хронічні пієлонефрити, цистити, уретрити, простатити, сечокам'яна хвороба без порушення прохідності сечових шляхів, аномалії розвитку нирок, опущення нирок, стани після операцій на нирках і сечовивідних шляхах, хронічні аднексити, імпотенція, жіноче безпліддя);
- Захворюваннями опорно-рухового апарату;
- Порушення обміну речовин (ожиріння, подагра, цукровий діабет, молочнокислий діатез, діабетична ангіопатія, остеохондроз).

### Лікувальні програми
- Терапевтична лікувальна програма[15];
- Урологічна лікувальна програма[16];
- Програма «Здоровий хребет»[17];
- Антистресова лікувальна програма[18];
- Програма «Чоловіче здоров'я»[19];
- Програма «Здорові ніжки»[20];
- Програма «Обмін речовин»[21];
- Програма схуднення, створена медиками санаторію разом з Львівським національним медичним університетом імені Данила Галицького[22].